# Codogno
Codogno é uma comuna italiana da região da Lombardia, província de Lodi, com cerca de 13.950 habitantes. Estende-se por uma área de 20 km², tendo uma densidade populacional de 698 hab/km². Faz fronteira com Casalpusterlengo, Camairago, Terranova dei Passerini, Cavacurta, Maleo, Somaglia, Fombio, San Fiorano.

O nome Codogno deriva do latim "Cothoneum", e se refere ao cônsul Aurélio Cotta, vencedor dos gauleses insubrianos que povoaram aquelas terras. Segundo outra hipótese, o topónimo deriva do marmelo (Cydonia vulgaris), que è muito cultivado nesta região.

## Demografia
| Variação demográfica do município entre 1861 e 2021                               |
|                                                                                   |
| Fonte: Istituto Nazionale di Statistica (ISTAT) - Elaboração gráfica da Wikipedia |

## Monumentos e lugares de interesse
- Igreja Paroquial de São Biagio (1511)
- Paróquias de santa Francisca Xavier Cabrini e de são João Bosco;
- Santuário da Bem Aventurada Virgem de Caravaggio (1711-1714);
- Hospital Civil (1779-1781);
- Igreja de Santa Maria das Graças (1626);
- Palácios "Trivulzio" e "Lamberti";
- Cemitério Monumental;
- Vilas em estilo Art Nouveau (ou Liberty)
- Estadio Internacional de baseball

## Pessoas ligadas à Codogno
- Ada Negri, (1870 - 1945), poetisa, seu primeiro trabalho de professora foi em Codogno
- Francisca Xavier Cabrini, (1877 - 1889), missionária ítalo-americana canonizada
- Rino Fisichella, (1951), arcebispo
- Luigi Negri, (1956), político
- Mauricio Milani, (1961), humorista, ator e escritor